# Indian Railways
Indian Railways (укр. Індійські залізниці) — національна залізнична компанія Індії зі штаб-квартирою в Нью-Делі. Підпорядкована уряду та експлуатує третю за протяжністю залізничну мережу у світі (68 155 км).

Схема залізничних мереж Індії

У 2018-2019 фінансовому році «Indian Railways» перевезла 8,44 млрд. пасажирів та 1,23 млрд. тонн вантажів. Компанія щодня обслуговує 13 523 пасажирські поїзди як на міжміських, так і на приміських маршрутах, охоплюючи 7 321 станцію по всій Індії. Найпоширеніші типи поштових та експреспоїздів рухаються зі середньою швидкістю 50,6 км/год, приміські — 37,5 км/год. Пасажирські поїзди, включно з вантажо-пасажирськими курсують зі середньою швидкістю 33,5 км/год. Найшвидшим є експрес «Vande Bharat Express», що рухається з піковою швидкістю 180 км/год.
У вантажному сегменті щодня курсує більше 9 146 поїздів. Середня швидкість вантажних поїздів становить близько 24 км/год. Максимальна швидкість вантажних поїздів коливається від 60 до 75 км/год залежно від їх навантаження на вісь. Спеціальні контейнерні поїзди рухаються з піковою швидкістю 100 км/год.
Станом на березень 2019 року рухомий склад Індійських залізниць складався з 289 185 вантажних, 74 003 пасажирських вагонів та 12 147 локомотивів. «Indian Railways» має власні підприємства з виробництва та ремонту локомотивів та вагонів. Станом на березень 2019 року у компанії працювало працювало 1,23 млн працівників, що робить її восьмим за величиною роботодавцем у світі.
Уряд зобов'язався електрифікувати всю залізничну мережу Індії до 2023–24 років, а до 2030 року стати «залізницею із нульовим вуглецевим слідом».

## Історія
Перша залізниця в Індії закладена в 1832 році в Ченнаї. Перший потяг запущений у 1837 році. У 1845 році запущено мережу вантажних поїздів між сільськогосподарськими та промисловими регіонами, які контролювало державне залізничне відомство, згодом реорганізоване в «Indian Railways».
Організація індійських залізниць у регіональні зони розпочалася в 1951 році, коли були створені Південна (14 квітня 1951 р.), Центральна (5 листопада 1951 р.) та Західна (5 листопада 1951 р.) зони. 
У 1974 році на Індійських залізницях відбувся 20-денний страйк
.
У 1986 році в Нью-Делі були введені електронні квитки та система бронювання. У 1988 році між Нью-Делі та Джхансі запущено перший експрес, який згодом продовжений до Бхопала. За два роки в Нью-Делі представлена перша машина для друку квитків (SPTM). У 1993 році введено в експлуатацію трирівневі вагони. Система з автоматизованим бронюванням була запроваджена в Нью-Делі, Мумбаї та Ченнаї у вересні 1996 року. У 1998 році на всіх найзавантаженіших маршрутах запроваджено компостування квитків. Загальнодержавна система вагонних кондукторів запрацювала 18 квітня 1999 році. У лютому 2000 році запрацював офіційний вебсайт «Indian Railways». 3 серпня 2002 року компанія запровадила онлайн-бронювання квитків. 
Бюджет «Indian Railways» представлявся за два дні до оприлюднення державного бюджету щороку до 2016 року. Того ж року центральний уряд затвердив злиття залізничного та загального бюджетів з наступного року.
31 березня 2017 року «Indian Railways» оголосила, що вся залізнична мережа країни буде електрифікована до 2022 або 2023 років, а до 2030 року індійська залізниця матиме нульовий вплив на довкілля.

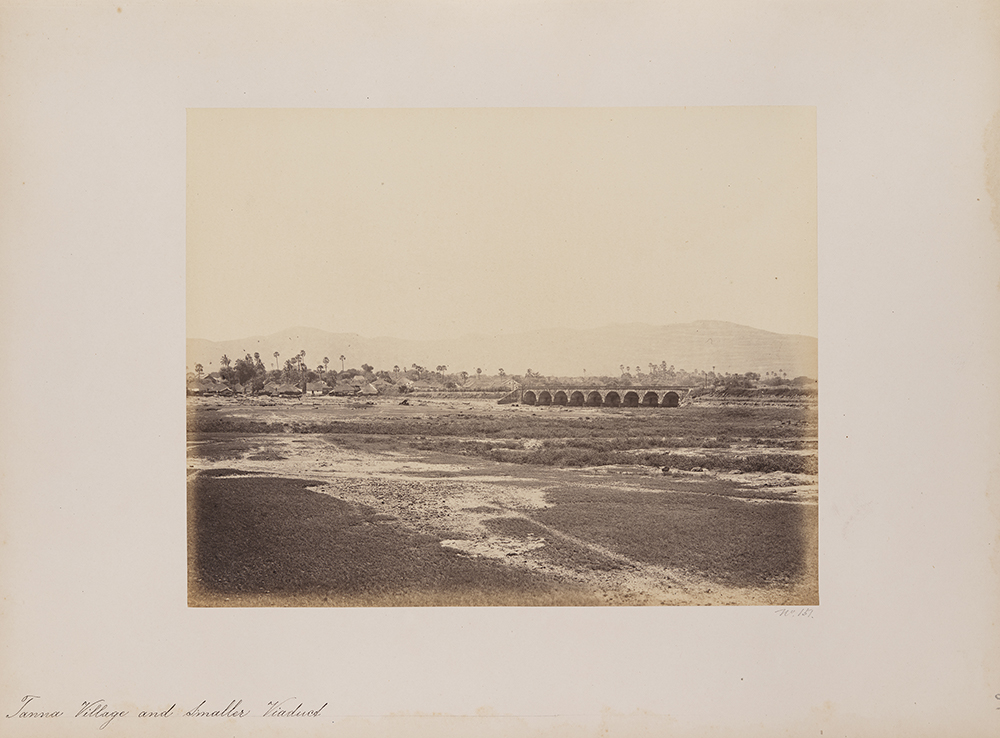
Невеликий віадук поблизу Тхане, 1855
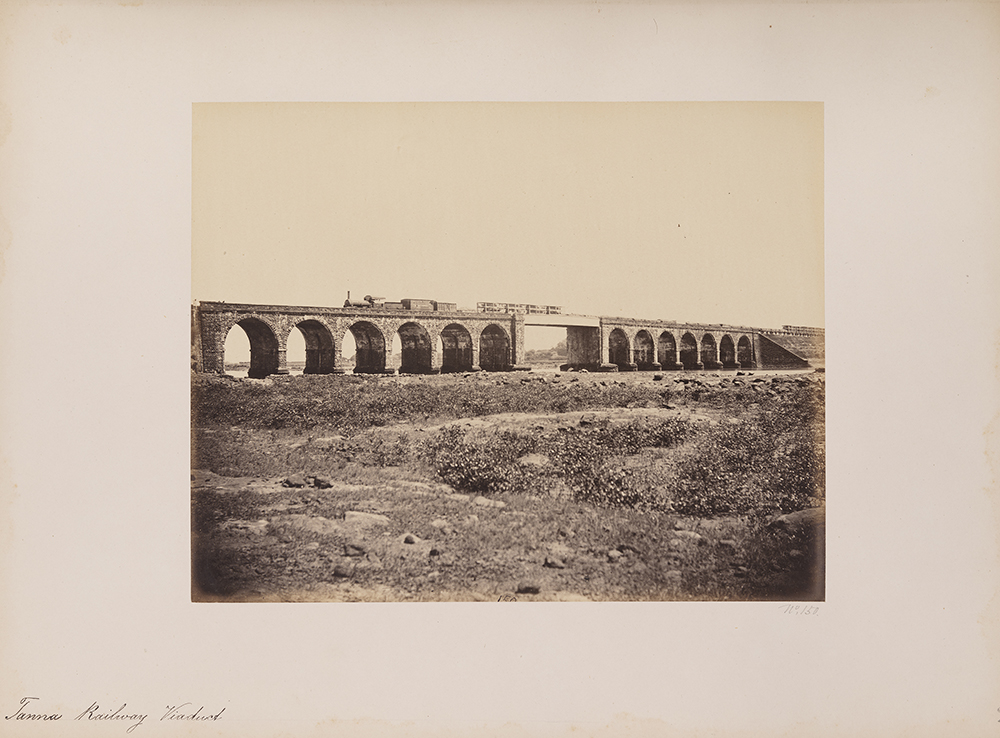
Великий віадук поблизу Тхане, 1855
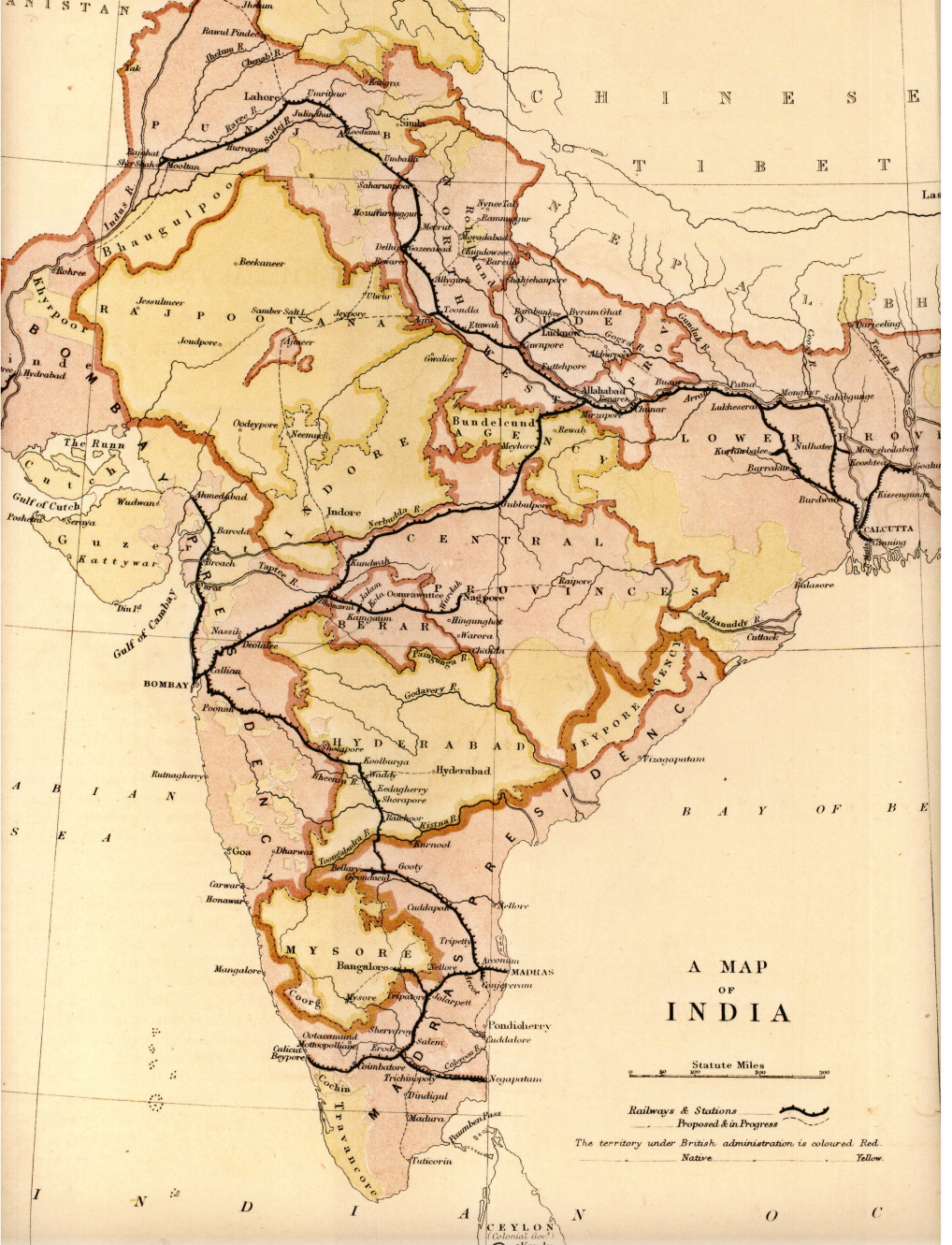
Мапа залізничних мереж на 1871 рік
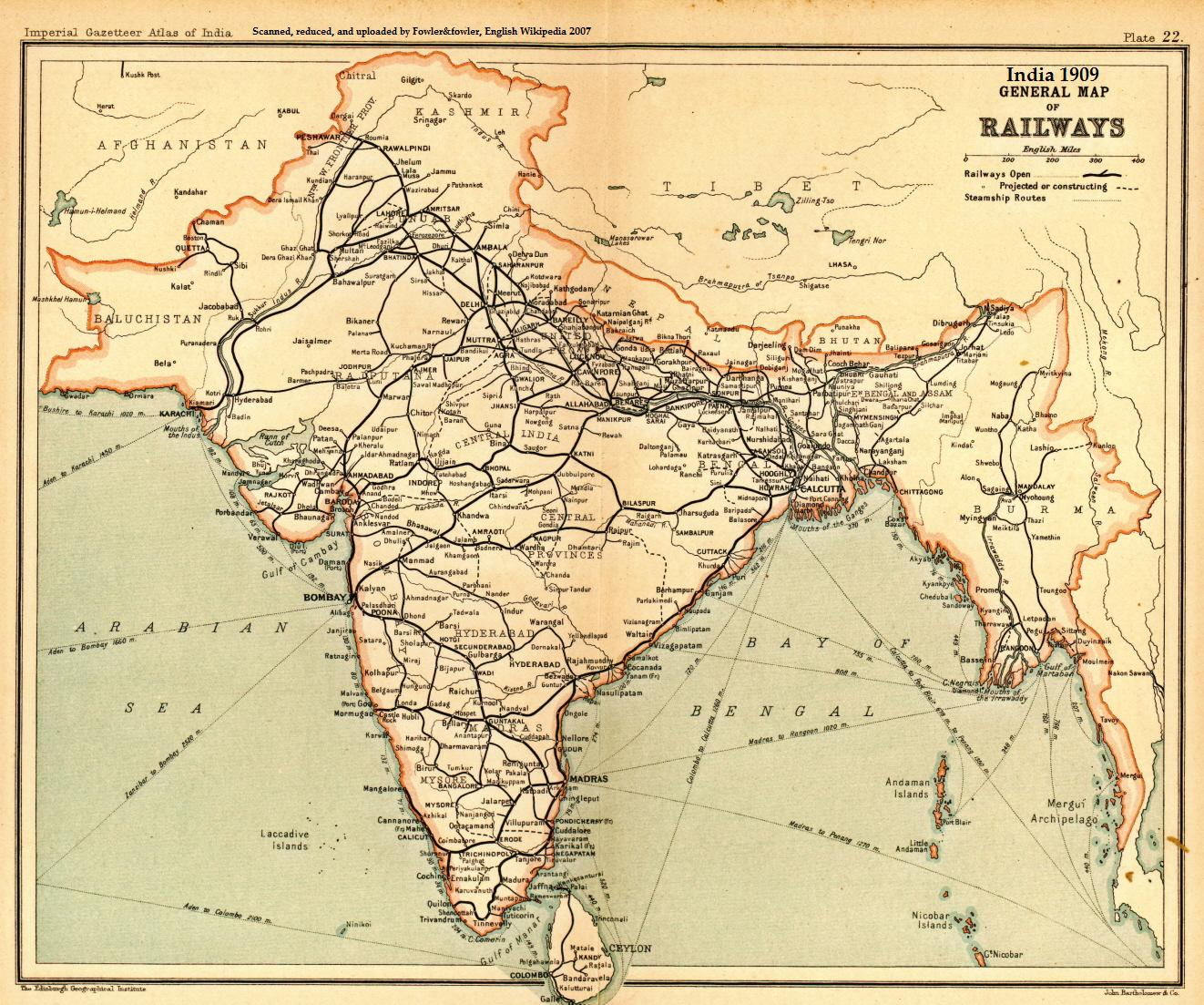
Мапа залізничних мереж на 1909 рік

## Структура
Індійські залізниці контролює рада залізничного транспорту із семи членів, голова якої підпорядковується Міністерству залізниць. Залізнична рада виконує функції Міністерства залізниць. Чиновники, що працюють в офісі залізничної ради, переважно з організованої служби залізничних служб Групи А та Служби секретаріатів залізничної ради. Залізниця поділяється на 18 зон, які очолюють регіональні генеральні директори, що звітують перед залізничною радою. Зони поділяються на 68 діючих підрозділів, очолюваних дивізійними керівниками залізниць. Підрозділи інженерного, механічного, електричного, сигнального та телекомунікаційного відділів, інфраструктури, бухгалтерії, персоналу, операційних, комерційних, служб безпеки та охорони праці підпорядковуються своїм відповідним керівникам та відповідають за експлуатацію і обслуговування активів. Начальники станцій контролюють окремі станції та відповідають за безпеку руху в межах станцій. Крім того, є низка виробничих підрозділів, навчальних закладів, підприємств державного сектору та інших офісів, що працюють під контролем залізничної ради.

### Дочірні компанії
«Indian Railways» є головним акціонером 16 підприємств державного сектору та інших організацій, що обслуговують залізничний транспорт в Індії:

#### Інвестиції, будівництво та реалізація проєктів
- Indian Railway Finance Corporation
- RITES Ltd
- Indian Railway Construction Corporation
- Mumbai Rail Vikas Corporation (51%)
- Rail Vikas Nigam Limited

#### Станції та перегони
- Rail Land Development Authority
- Indian Railway Stations Development Corporation

#### Залізнична інфраструктура
- Dedicated Freight Corridor Corporation of India
- Pipavav Railway Corporation Ltd PRCL[20] (50%)

#### Пасажирські та вантажоперевезення
- Konkan Railway Corporation
- Container Corporation of India

#### IT і комунікації
- Centre for Railway Information Systems
- RailTel Corporation of India

#### Кейтерингі туризм
- Indian Railway Catering and Tourism Corporation.

## Виробництво і сервісне обслуговування
«Indian Railways» — вертикально інтегрована компанія, яка виготовляє локомотиви та рухомий склад для власних потреб на власних виробничих підрозділах:
- Локомотиви:
  - Chittaranjan Locomotive Works — електровози (Читтаранджан, Західний Бенгал).
  - Diesel Locomotive Works — тепло- та електровози (Варанасі, Уттар-Прадеш).
  - Diesel Locomotive Factory — надпотужні тепловози (Мархаура, Біхар).
  - Electric Locomotive Factory (спільно з «Alstom») — електровози (Мадхепура, Біхар).
  - Diesel-Loco Modernisation Works — електровози, ремонт та модернізація локомотивів (Патіала, Пенджаб).
- Вагони:
  - Integral Coach Factory (Перамбур, Тамілнад).
  - Rail Coach Factory (Капуртала, Пенджаб).
  - Modern Coach Factory (Рай-Барелі, Уттар-Прадеш).
  - Coach Manufacturing Unit (Халдія, Західний Бенгал)[21]
- Осі та колісні пари:
  - Rail Wheel Factory (Бенгалуру, Карнатака).
  - Rail Wheel Plant (Чхапра, Біхар).

Ремонт та обслуговування парку рухомого складу здійснюється на 44 локомотивних депо, 212 вагоноремонтних і вагонних підрозділах та 45 ремонтних депо в різних зонах.

## Мережа залізниць
Станом на 31 березня 2019 року залізнична мережа, яку експлуатує «Indian Railways», має протяжність 122 342 км, із них загальна протяжність пасажирських маршрутів — 67 415 км. Ділянки для пасажирських перевезень розраховані для руху на швидкості від 80 до 200 км/год, хоча максимальна швидкість, яку досягають пасажирські поїзди, становить 180 км/год.
Індійська колія (1676 мм) переважає в експлуатації на шляхах Індії та покриває 62 891 км маршрутної сітки (93,29% від загальної мережі маршрутів), станом на 31 березня 2019 року. Такий тип колії є найширшим серед всіх з тих, що використовують для перевезення пасажирів. На коліях індійського типу перевезено 100% вантажів та понад 99% пасажирів за 2018–2019 фінансовий рік.
Колії завширшки 1000 мм та 762 мм (2 фути 6) і 610 мм експлуатуються на регіональних вантажних та пасажирських маршрутах. Всі вузькоколійні діялнки залізниці окрім історичних поступово перетворюють на стандартні індійські колії. Станом на 31 березня 2019 року метроколійні шляхи становлять 2 839 км (4,21% від загальної мережі маршрутів), вузькоколійні менше одного метра завширшки — 1 685 км (2,50% від загальної маршрутної мережі).
Станом на 1 квітня 2020 року компанія електрифікувала 58,49% (39 866 км) від загальної протяжності колій. Індійська залізниця використовує тягу змінного струму 25 кВ 50 Гц на всіх своїх електрифікованих ділянках.

## Трудові ресурси
Співробітники компанії поділяють на службовців (групи А і В) і неслужбовців (групи C і D). Станом на березень 2017 року чисельність персоналу (групи A і B) становила 1,2% від загальної чисельності, тоді як група C та D — 92,6% та 6,2% відповідно.
На Індійських залізницях прямий набір працівників групи В не здійснюється. Працівники категорії набираються на підрозділах з підвищення кваліфікації працівників групи С. Набір працівників групи А здійснюється шляхом складання іспиту державної служби. Набір молодших інженерів групи С та начальників підрозділів нижчої ланки здійснюється Радою з набору залізниць. Працівники групи C набираються 21 комісією з набору залізниць, що контролюються Радою з контролю за набором залізниць. Персонал групи D набирається через 16 залізничних комісій.
Підготовка всіх груп розподіляється між сімома централізованими зональними навчальними закладами та 295 навчальними центрами по всій Індії.
«Indian Railways» володіє соціальною інфраструктурою для обслуговування власних співробітників.